# منزل الأشجار النحاسية
منزل الأشجار النحاسية أو مغامرة كوبر بيتشيز (بالإنجليزية: The Adventure of the Copper Beeches), واحدة من 56 قصة لشرلوك هولمز من تأليف ارثر كونان دويل، نشرت لأول مرة في مجلة الستراند في يونيو 1892 بشكل منفرد قبل ان يعاد نشرها مجمعة مع باقي قصص سلسلة مغامرات شرلوك هولمز.تعد القصة الثانية عشر والأخيرة من سلسلة مغامرات شرلوك هولمز.

## ملخص القصة
تأتي فيوليت هنتر إلى شرلوك هولمز لاستشارته بخصوص عرض عمل قدم اليها، حيث عرض عليها زوجان يعيشان في الريف-جيفرو روكاسل وزوجته عملا كمربية مقابل راتب سخي، ولكنه يشترط عليها ان تقطع شعرها، فترفض ذلك في البداية مستغربة هذا الطلب، لكنها تتردد فيما بعد بسبب وضعيتها المالية.تقرر اخيرا قبول العمل، ويقترح عليها هولمز ان تبقى على اتصال معه.
بعد أيام يصل تلغرام من الانسة هنتر إلى هولمز الذي يذهب إلى هبمشير (اين يقع منزل عائلة روكاسل)تخبره فيوليت عند مقابلته لها ان مزيدا من الاحداث الغريبة وقعت لها في مكان عملها، حيث ان الزوجين طلبا منها ارتداء ثوب معين، ثم الجلوس في زاوية محددة من المنزل في مقابلة نافذة وبدا الزوج يقص عليها حكايات جد طريفة جعلتها تضحك، وكما ان السيدة روكاسل وابنها يتصرفان بغرابة، وقد لاحظت وجود جزء مغلق من المنزل، وتظن ان شخصا ما محتجزا فيه، وعندما يلاحظ السيد روكاسل تصرفاتها الغريبة، يخبرها بوجود كلب مفترس خارج البيت وينصحها بعدم الخروج منه حتى لا ينقض عليها.
يذهب هولمز وواطسون إلى المنزل، ويكتشفان ان السيد روكاسل يحتجز ابنته في الجزء المغلق منه، وسبب ذلك انه يحاول منعها من الزواج، حيث رغم كل محاولاته ورغم اصابتها بمرض جعلها على حافة الموت وتسبب في قص شعرها لكن السيد فاولر، خطيبها، لم يتخل عنها، وللتخلص من الحاحه، قام السيد روكاسل بإحضار فيوليت وطلب منها قص شعرها وارتداء الثوب حتى تبدو مثل ابنته، ثم طلب منها الجلوس بالقرب من النافذة وجعلها تضحك حتى يوهم السيد فاولر ان ابنته سعيدة لانفصالها عنه.

## الاقتباس
اقتبست عدة أعمال من القصة:
- فيلم عام 1912 من بطولة جورج تريفيل،[1] وهو واحد من 8 افلام صامتة اقتبست من قصص شرلوك هولمز وقام كونان دويل نفسه بالإشراف عليها.
- فيلم قصير عام 1921 من بطولة ايلي نوروود.[1]
- إحدى حلقات مسلسل شرلوك هولمز عام 1965 من بطولة دوغلاس ويلمر وإنتاج بي بي سي.[1]
- إحدى حلقات مسلسل مغامرات شرلوك هولمز عام 1985 من بطولة جيرمي برات وعرض المسلسل على قناة ITV.[1]

## الترجمة العربية
- منزل الأشجار النحاسية، دار الأجيال للنشر
- مغامرة كوبر بيتشيز، مؤسسة هنداوي، ترجمة سارة طه علام ومراجعة محمد فتحي خضر.

## روابط خارجية
- القصة كاملة على ويكي مصدر (باللغة الإنجليزية).
- قراءة القصة مجانا مرفقة بالرسومات الأصلية (باللغة الفرنسية).